# Список лауреатов премии «Золотой граммофон»

«Золото́й граммофо́н» — ежегодная музыкальная премия России, учреждённая радиостанцией «Русское радио» в 1996 году.
Список лауреатов ежегодной музыкальной премии Русского радио «Золотой граммофон».

## 1996
Дата проведения: 14 декабря 1996 года — I церемония
Ведущие: Валдис Пельш / Алексей Кортнев
Лауреаты премии:
1. Надежда Кадышева и ансамбль «Золотое кольцо» — «Течёт ручей»
2. Валерий Меладзе — «Вера»
3. Татьяна Буланова — «Ясный мой свет»
4. Дмитрий Маликов — «Перекрёсток»
5. Кристина Орбакайте — «Если дождь по стеклу»
6. Вахтанг Кикабидзе †— «Письмо другу»
7. Людмила Зыкина †— «Я люблю вас»
8. Несчастный случай — «Это любовь»
9. Владимир Пресняков — «Обмани меня»
10. Леонид Агутин — «Двери в небеса»
11. Филипп Киркоров — «Карнавал»
12. Иванушки International — «Где-то»
13. Олег Газманов — «Бродяга»
14. Алёна Свиридова — «Лунный свет»
15. Николай Носков — «Я не модный»
16. Мегаполис — Звёздочка
17. А-Студио — «Корабли любви»
18. Анжелика Варум — «Зимняя вишня»
19. Владимир Кузьмин — «Семь морей»
20. Ирина Климова — «Далеко»
21. Главный редактор Русского радио Сергей Архипов — Гимн Русского радио (бонусное выступление)

## 1997
Дата проведения: 15 ноября 1997 года — II церемония
Дата выхода в эфир: 19 ноября 1997 года на ОРТ
Ведущие: Валдис Пельш / Алексей Кортнев
Лауреаты премии:
| Александр Шевченко † и группа «Дежа Вю» | «Будет всё, как ты захочешь»  |
| «Иванушки International»                | «Кукла»                       |
| Татьяна Овсиенко                        | «Колечко»                     |
| Вячеслав Добрынин †                     | «Не забывайте друзей»         |
| Кристина Орбакайте                      | «Сыграй, рояль»               |
| Мурат Насыров †                         | «Мальчик хочет в Тамбов»      |
| «Академия»                              | «Не смотря — не смотри»       |
| «Несчастный случай»                     | «Что ты имела в виду?»        |
| Наташа Королёва                         | «Хрустальное сердце Мальвины» |
| Максим Леонидов                         | «Видение»                     |
| «Агата Кристи»                          | «Моряк»                       |
| Александр Иванов                        | «Боже, какой пустяк»          |
| Татьяна Буланова                        | «Мой ненаглядный»             |
| Влад Сташевский                         | «Глаза чайного цвета»         |
| «Любэ»                                  | «Ребята с нашего двора»       |
| Алёна Апина                             | «Электричка»                  |
| Дмитрий Маликов                         | «Одна ты такая»               |
| Леонид Агутин и Анжелика Варум          | «Королева»                    |
| «Машина времени»                        | «Он был старше её»            |
| Лариса Долина                           | «Погода в доме»               |
| Филипп Киркоров                         | «Улетай, туча»                |
| Алла Пугачёва                           | «А я в воду войду»            |
| Алла Пугачёва                           | «Позови меня с собой»         |

## 1998
Дата проведения: 21 ноября 1998 года — III церемония
Дата выхода в эфир: 24 декабря 1998 года
Ведущие: Валдис Пельш / Алексей Кортнев / Николай Фоменко
| «2+2»                            | «Шум дождя»                  |
| Борис Моисеев † и Николай Трубач | «Голубая луна»               |
| «Отпетые мошенники»              | «Всяко-разно»                |
| Николай Носков                   | «Я тебя люблю»               |
| «Стрелки»                        | «На вечеринке»               |
| Шура                             | «Ты не верь слезам»          |
| «Несчастный случай»              | «Генералы песчаных карьеров» |
| Марина Хлебникова                | «Дожди»                      |
| Мурат Насыров †                  | «Я это ты»                   |
| Маша Распутина                   | «Ты упал с луны»             |
| «Руки Вверх»                     | «Крошка моя»                 |
| Влад Сташевский                  | «Вот бы встретиться»         |
| «Блестящие»                      | «Ча-ча-ча»                   |
| Андрей Губин                     | «Милая моя далеко»           |
| Кристина Орбакайте               | «Ты»                         |
| «Иванушки International»         | «Тополиный пух»              |
| Дмитрий Маликов                  | «Звезда моя далёкая»         |
| «Академия»                       | «Ту-ту-ту»                   |
| «Любэ»                           | «Там, за туманами»           |
| Леонид Агутин и Анжелика Варум   | «Февраль»                    |
| Филипп Киркоров                  | «Ой, мама, шика дам»         |
| Алла Пугачёва                    | «Мал-помалу»                 |
| Филипп Киркоров                  | «Дива»                       |

## 1999
Дата проведения: 27 ноября 1999 года — IV церемония
Дата выхода в эфир: 24 декабря 1999 года
Ведущие: Валдис Пельш / Алексей Кортнев / Николай Фоменко / Алла Пугачёва
Лауреаты премии:
| Алла Пугачёва                                | «Осторожно, листопад»            |
| Надежда Кадышева и ансамбль «Золотое кольцо» | «Зачем это лето»                 |
| «Белый орёл»                                 | «Как упоительны в России вечера» |
| Алсу                                         | «Иногда»                         |
| Николай Носков                               | «Паранойя»                       |
| «Блестящие»                                  | «Милый рулевой»                  |
| Диана Гурцкая                                | «Ты здесь»                       |
| «Hi-Fi»                                      | «Чёрный ворон»                   |
| «Стрелки»                                    | «Нет любви»                      |
| Алёна Свиридова                              | «Ой»                             |
| «Руки вверх»                                 | «Прости»                         |
| «Гости из будущего»                          | «Я с тобой»                      |
| Татьяна Буланова                             | «Мало не много»                  |
| «Иванушки International»                     | «Небо»                           |
| Олег Газманов                                | «На заре»                        |
| «Демо»                                       | «Солнышко»                       |
| Дмитрий Маликов                              | «С днём рождения, мама»          |
| Алёна Апина                                  | «Тополя»                         |
| Борис Моисеев † и Николай Трубач             | «Щелкунчик»                      |
| Наталья Власова                              | «Я у твоих ног»                  |
| «Запрещённые барабанщики»                    | «Убили негра»                    |
| Кристина Орбакайте                           | «Бесприютная душа»               |
| «Чайф»                                       | «Аргентина-Ямайка 5:0»           |
| «Отпетые мошенники»                          | «Люби меня, люби»                |
| Леонид Агутин и Анжелика Варум               | «Всё в твоих руках»              |
| Филипп Киркоров                              | «Мышь»                           |
| Валерий Леонтьев                             | «Каждый хочет любить»            |
| Алла Пугачёва                                | «Белый снег»                     |

## 2000
Дата проведения: 18 ноября 2000 года — V церемония
Дата выхода в эфир: 24 декабря 2000 года
Ведущие: Николай Фоменко / Кристина Орбакайте
| Игорёк (не номинировался, выступал на "разогреве") | «Подождём»                             |
| «Hi-Fi»                                            | «За мной»                              |
| «Револьверс»                                       | «Ты у меня одна»                       |
| Валерия                                            | «Рига-Москва»                          |
| Шура                                               | «Твори добро»                          |
| Наташа Королёва                                    | «Чуть-чуть не считается»               |
| Данко                                              | «Малыш»                                |
| «Блестящие»                                        | «Чао, бамбино»                         |
| Диана Гурцкая                                      | «Зима»                                 |
| Никита                                             | «Однажды»                              |
| Кристина Орбакайте                                 | «Май»                                  |
| «Вирус»                                            | «Ручки»                                |
| Жасмин                                             | «Долгие дни»                           |
| «Отпетые мошенники»                                | «Девушки бывают разные»                |
| «Стрелки»                                          | «Нелюбовь»                             |
| «Гости из будущего»                                | «Ты где-то»                            |
| Филипп Киркоров                                    | «Огонь и вода»                         |
| Алла Пугачёва                                      | «Мадам Брошкина»                       |
| «Танцы Минус»                                      | «Цветы»                                |
| Татьяна Буланова и DJ Цветкоff                     | «Мой сон»                              |
| «Жуки»                                             | «Танкист»                              |
| «Иванушки International»                           | «Зачем вы, девочки, любите белобрысых» |
| «Чичерина»                                         | «Жара»                                 |
| «Би-2»                                             | «Полковнику никто не пишет»            |
| Владимир Кузьмин                                   | «Пороги»                               |
| Николай Носков                                     | «Это здорово»                          |
| Валерий Меладзе                                    | «Текила-любовь»                        |
| Валерий Леонтьев                                   | «Августин»                             |
| «Любэ»                                             | «Солдат»                               |
| «Машина времени»                                   | «Однажды мир прогнётся под нас»        |
| Алла Пугачёва                                      | «Свеча горела»                         |

## 2001
Дата проведения: 17 ноября 2001 года — церемония № 6
Дата выхода в эфир: 21 декабря 2001 года
Ведущие: Лолита / Александр Пряников / Николай Фоменко / Анастасия Волочкова / Ирина Хакамада / Алина Кабаева / Людмила Гурченко †
1. Витас — «Опера № 2»
2. «Би-2» — «Серебро»
3. «ВИА Гра» — «Попытка № 5»
4. «Танцы Минус» — «Половинка»
5. Катя Лель — «Горошины»
6. «Сплин» — «Моё сердце»
7. Татьяна Лихачёва — «Любовь — холодная война»
8. Александр Маршал — «Белый пепел»
9. Доктор Александров — «Stop Narcotics»
10. Татьяна Буланова — «Ты не любила»
11. «Гости из будущего» — «Ундина»
12. Децл † и Маруся † — «Письмо»
13. Ариана — «Под испанским небом»
14. «Чай вдвоём» — «Ласковая моя»
15. Жасмин — «Лёли-лёли»
16. «Дискотека Авария» — «Заколебал ты»
17. Лолита — «Снилось мне»
18. «Тату» — «Нас не догонят»
19. Алёна Свиридова — «Моё сердце»
20. Михаил Боярский — «Зеленоглазое такси»
21. «Сливки» — «Куда уходит детство»
22. Дмитрий Маликов — «Птицелов»
23. «Премьер-министр» — «Восточная»
24. Игорь Николаев — «Пять причин»
25. Кристина Орбакайте — «Мой мир»
26. «Руки Вверх!» — «18 мне уже»
27. «Иванушки International» — «Лодочка»
28. Филипп Киркоров — «Ты поверишь»
29. Филипп Киркоров — «Я за тебя умру»

- Певец Оскар был номинирован с песней «Между мной и тобой», однако не выступил на церемонии из-за запрета своего продюсера.

## 2002
Первая церемония награждения с закадровым голосом диктора в начале церемонии и перед выступлениями номинантов.
Дата проведения: 15 ноября 2002 года — церемония № 7
Дата выхода в эфир: 22 декабря 2002 года
Ведущие: Алла Пугачёва / Николай Фоменко / Максим Галкин
1. «Блестящие» — «За четыре моря»
2. Леонид Агутин и Анжелика Варум — «Если ты когда-нибудь меня простишь»
3. Дмитрий Маликов — «Love Story»
4. Верка Сердючка (вручант) — «Гоп-гоп»
5. «Банда Андрюха» и «Алексин» — «Страшная»
6. Ариана — «Первая любовь»
7. «Hi-Fi» — «Средняя школа № 7»
8. Диана Гурцкая — «Ты знаешь, мама…»
9. «Иванушки International» — «Золотые облака»
10. «Моральный кодекс» — «Первый снег»
11. Алсу — «Всё равно»
12. «Мумий Тролль» — «Это по любви»
13. «Би-2» и «Чичерина» — «Мой рок-н-ролл»
14. Александр Розенбаум — «Мы живы» (премия за вклад в развитие отечественной музыки)
15. «Премьер-министр» — «Девочка с севера»
16. «ОСП-Студия» — «Восточная» (пародия на одноимённую песню группы «Премьер-Министр»)
17. «Гости из будущего» — «Он чужой»
18. «Чай вдвоём» — «Моя»
19. Кристина Орбакайте и Авраам Руссо — «Любовь, которой больше нет»
20. «Руки Вверх!» — «Он тебя целует»
21. «Reflex» — «Сойти с ума»
22. «Дискотека Авария» — «Disco Superstar»
23. «Смысловые галлюцинации» — «Зачем топтать мою любовь»
24. Вячеслав Петкун, Александр Голубев и Антон Макарский — «Belle»
25. «Любэ» — «Давай за…»
26. Алла Пугачёва и Максим Галкин — «Это любовь»

## 2003
Дата проведения: 6 декабря 2003 года — церемония № 8
Дата выхода в эфир: 27 декабря 2003 года
Ведущие: Алла Пугачёва / Верка Сердючка / Николай Фоменко / Мария Голубкина
1. Филипп Киркоров и Маша Распутина — «Роза чайная»
2. «Блестящие» — «А я всё летала»
3. Павел Артемьев и Ирина Тонева — «Понимаешь»
4. Жасмин — «Дольче Вита»
5. «Непара» — «Они знакомы давно»
6. Верка Сердючка — «Я не поняла»
7. «ВИА Гра» — «Не оставляй меня, любимый!»
8. «Руки Вверх!» — «Омут»
9. «Фабрика» — «Про любовь»
10. Борис Моисеев † и Нильда Фернандес † — «Когда забудешь ты меня»
11. Андрей Губин — «Девушки как звёзды»
12. Юлия Савичева — «Высоко»
13. Александр Маршал и Ариана — «Я тебя никогда не забуду (Романс)»
14. Владимир Кузьмин — «Сказка в моей жизни»
15. Катя Лель — «Мой мармеладный»
16. «Смысловые галлюцинации» — «Разум когда-нибудь победит»
17. Кристина Орбакайте и Авраам Руссо — «Просто любить тебя»
18. София Ротару — «Белый танец»
19. «Smash!!» — «Молитва»
20. Дмитрий Маликов — «Кто тебе сказал»
21. «Гости из будущего» — «Почему ты, почему навсегда»
22. Валерий Меладзе — «Я не могу без тебя»
23. Глюк’oZa — «Невеста»
24. Олег Газманов — «Туман»
25. Алсу — «Вчера»
26. Леонид Агутин и Отпетые мошенники — «Граница»
27. «Чай вдвоём» — «Желанная»
28. Валерия — «Часики»
29. Филипп Киркоров — «Жестокая любовь»
30. Алла Пугачёва — «Исчезнет грусть»

## 2004
Дата проведения: 11 декабря 2004 года — церемония № 9
Дата выхода в эфир: 7 января 2005 года
Ведущие: Николай Фоменко / Дана Борисова / Андрей Малахов / Верка Сердючка
1. «Звери» — «Всё, что касается»
2. «Блестящие» — «Апельсиновая песня»
3. Стас Пьеха — «Одна звезда»
4. «Hi-Fi» — «Седьмой лепесток»
5. Иракли — «Лондон-Париж»
6. Жасмин — «Самый любимый»
7. Вячеслав Бутусов и Ю-Питер — «Девушка по городу»
8. «Пропаганда» — «Яй-я»
9. «Иванушки International» — «Билетик в кино»
10. Катя Лель — «Долетай»
11. Борис Моисеев † и Людмила Гурченко † — «Петербург-Ленинград»
12. Юлия Савичева — «Прости за любовь»
13. «ВИА Гра» и Валерий Меладзе — «Притяженья больше нет»
14. София Ротару — «Ты улетишь»
15. Лев Лещенко — «Притяжение земли» (премия за вклад в развитие отечественной музыки)
16. Верка Сердючка и Глюк’oZa — «Жениха хотела»
17. Кристина Орбакайте — «Перелётная птица»
18. Авраам Руссо — «Знаю»
19. «Корни» — «Вика»
20. «Фабрика» — «Лёлик»
21. «Uma2rman» — «Прасковья»
22. Глюк’oZa — «Ой-ой»
23. Валерия — «Чёрно-белый цвет»
24. Филипп Киркоров — «Немного жаль»
25. Надежда Кадышева и ансамбль «Золотое кольцо» — «Широка река»
26. Верка Сердючка — «Чита-дрита»

## 2005
Дата проведения: 2 декабря 2005 года — церемония № 10
Дата выхода в эфир: 23 декабря 2005 года
Ведущие: Алла Довлатова / Андрей Малахов / Татьяна Арно / Валдис Пельш / Анастасия Заворотнюк / Николай Фоменко / Николай Басков / Верка Сердючка
1. Филипп Киркоров — «Попурри»
2. «ВИА Гра» — «Бриллианты»
3. Иракли — «Капли абсента»
4. «Ассорти» — «Красивая любовь»
5. «Корни» — «25 этаж»
6. «А’Студио» — «Улетаю»
7. «Братья Грим» — «Ресницы»
8. «Тутси» — «Самый, самый»
9. Николай Басков и Таисия Повалий — «Отпусти меня»
10. Валерий Леонтьев — «Ягодка» (премия за вклад в развитие отечественной музыки)
11. Дмитрий Маликов — «С чистого листа»
12. Кристина Орбакайте — «Ты ненормальный»
13. «Дискотека Авария» — «Если хочешь остаться»
14. Юлия Савичева — «Если в сердце живёт любовь»
15. Верка Сердючка — «Тук-тук-тук»
16. Лолита — «Пошлю его на…»
17. «Uma2rman» — «Проститься»
18. Серёга — «Чёрный бумер»
19. Дима Билан — «На берегу неба»
20. Жасмин — «Индийское диско»
21. «Звери» — «Напитки покрепче»
22. Глюк’oZa — «Юра»
23. «Чай вдвоём» — «День рождения»
24. Лариса Долина — «Цветы под снегом» (премия за вклад в развитие отечественной музыки)
25. Валерий Меладзе — «Салют, Вера»
26. Валерия и Стас Пьеха — «Ты грустишь»
27. София Ротару — «Я ж его любила»

- Открывал концерт Филипп Киркоров, исполнив попурри из лучших своих хитов.
- Певица Жанна Фриске † была номинирована с песней «Ла-ла-ла», но из-за плотного гастрольного графика она не смогла присутствовать на церемонии.

## 2006
Дата проведения: 25 ноября 2006 года — церемония № 11
Дата выхода в эфир: 1 января 2007 года
Ведущие: Андрей Малахов / Алла Довлатова / Павел Воля / Гарик Мартиросян / Глюк’oZa / Татьяна Лазарева / Михаил Шац / Николай Басков / Яна Чурикова
Лауреаты премии:
1. «Банд’Эрос» — «Коламбия Пикчерз не представляет»
2. Валерия — «Нежность моя»
3. «Город 312» — «Вне зоны доступа»
4. «Блестящие» и Arash — «Восточные сказки»
5. Mr. Credo — «Медляк»
6. «Reflex» — «Танцы»
7. Алексей Хворостян — «Я служу России»
8. Глюк’oZa — «Свадьба»
9. Серёга — «Возле дома твоего»
10. «Чай Вдвоём» — «24 часа»
11. МакSим — «Нежность»
12. Леонид Агутин и Владимир Пресняков — «Аэропорты»
13. Сергей Лазарев — «Даже если ты уйдёшь»
14. Виктория Дайнеко — «Я просто сразу от тебя уйду»
15. «Дискотека Авария» — «Опа!»
16. «Челси» — «Чужая невеста»
17. «Корни» — «Об этом я буду кричать всю ночь»
18. Анита Цой — «На восток»
19. Дима Билан — «Так устроен этот мир»
20. «Фабрика» — «Не виноватая я»
21. Согдиана — «Сердце-магнит»
22. София Ротару — «Не люби»
23. «ВИА Гра» — «Обмани, но останься»
24. Филипп Киркоров — «Полетели»
25. Юлия Савичева — «Как твои дела»
26. Валерий Меладзе — «Без суеты»
27. Николай Басков и Таисия Повалий — «Ты далеко»

- В телеверсию не попало выступление группы «Звери» с песней «Рома, извини». В номере на песню, солист группы — Рома Билык вышел к микрофону, но не стал петь под фонограмму свою песню, чем вызвал бурные аплодисменты после своего выступления.
- В 2006 году прошёл шестой сезон «Фабрики Звёзд». Сразу шесть фабрикантов этого сезона были награждены почётными статуэтками: Роман Архипов, Арсений Бородин, Алексей Корзин и Дэн Петров из группы «Челси», Согдиана и Алексей Хворостян.
- Во время церемонии дуэт Леонида Агутина и Владимира Преснякова с песней «Аэропорты» был признан «Лучшим дуэтом 2006 года»[10].

## 2007
Дата проведения: 1 декабря 2007 года — церемония № 12
Дата выхода в эфир: 21 декабря 2007 года, 12 января 2008 года и 5 июля 2009 года («Первый канал»)
Ведущие: Павел Воля и Гарик Мартиросян (1-й отдел) • Татьяна Лазарева и Михаил Шац (2-й отдел)
Лауреаты премии:
1. Юлия Савичева — «Никак»
2. Филипп Киркоров — «Сердце в 1000 свечей»
3. A'Studio — «Ещё люблю»
4. Виктория Дайнеко — «Фильм не о любви»
5. Валерия — «Мы вместе»
6. «Челси» — «Самая любимая»
7. Елена Терлеева — «Солнце»
8. Серёга — «Миллион долларов США»
9. «Serebro» — «Песня #1»
10. МакSим — «Знаешь ли ты»
11. Ёлка — «Мальчик-красавчик»
12. «Дискотека Авария» и Жанна Фриске — «Малинки»
13. «Город 312» — «Девочка, которая хотела счастья»
14. Дмитрий Колдун — «Дай мне силу»
15. София Ротару — «Я твоя любовь»
16. Согдиана — «Синее небо»
17. Леонид Агутин и Анжелика Варум — «Две дороги, два пути»
18. Анита Цой — «Небо»
19. Валерий Меладзе — «Сахара не надо»
20. Сергей Трофимов — «Московская песня»
21. «ТОКИО» — «Когда ты плачешь»
22. Григорий Лепс и Ирина Аллегрова — «Я тебе не верю»
23. Дима Билан — «Невозможное возможно»
24. «ВИА Гра» — «Цветок и нож»
25. Николай Басков — «Тебе одной»
26. «Машина Времени» — «Улетай» и «Поворот» (премия за вклад в развитие отечественной музыки)

- Группа «Фабрика» была номинирована с песней «Зажигают огоньки», но незадолго до вручения премии солистки группы попали в автокатастрофу и не смогли присутствовать в Кремле.
- В телеверсию не попали выступления Анжелики Агурбаш с песней «Я буду жить для тебя», Насти Задорожной с песней «Буду» и группы «Чи-Ли» с песней «Сердце».

## 2008
Дата проведения: 29 ноября 2008 года — церемония № 13
Дата выхода в эфир: 26 декабря 2008 года, 14 февраля и 12 июля 2009 года («Первый канал»)
Ведущие: Павел Воля и Гарик Мартиросян (1-й отдел) • Иван Ургант и Ксения Собчак (2-й отдел)
1. DJ Smash — «Moscow Never Sleeps»
2. Валерия — «Человек дождя»
3. Виктория Дайнеко — «Стоп, куда же я иду»
4. Александр Яковлев — «Не уходи»
5. Согдиана — «Ветер догнать»
6. «БиС» — «Ближе»
7. МакSим — «Научусь летать»
8. Леонид Агутин — «Не уходи далеко»
9. «Инфинити» и «DIP Project» — «Где ты»
10. «Челси» — «Лети»
11. Женя Отрадная — «Уходи»
12. «Банд’Эрос» — «Манхэттен»
13. «Serebro» — «Дыши»
14. София Ротару — «Я назову планету»
15. «Любэ» и Виктория Дайнеко — «Мой адмирал»
16. Дима Билан — «Всё в твоих руках»
17. «ВИА Гра» — «Поцелуи»
18. Стас Пьеха и Григорий Лепс — «Она не твоя»
19. «Потап и Настя» — «Почему»
20. Валерий Леонтьев — «Голуби»
21. Лолита — «Ориентация север»
22. Сергей Трофимов — «Город Сочи»
23. Николай Басков и Надежда Кадышева — «Вхожу в любовь»
24. Валерий Меладзе — «Параллельные»
25. «Uma2rman» и Патрисия Каас — «Не позвонишь»
26. Патрисия Каас — «Мне нравится» (бонусное выступление)
27. Quest Pistols — «Я устал» (композиция получила Золотой Граммофон, но была вырезана из телевизионной версии)

## 2009
Дата проведения: 28 ноября 2009 года — церемония № 14
Дата выхода в эфир: 1 января и 14 февраля 2010 года («Первый канал»)
Ведущие: Гарик Мартиросян и Михаил Галустян (1-й отдел) • Иван Ургант и Сергей Светлаков (2-й отдел)
1. «Quest Pistols» — «Белая стрекоза любви»
2. София Ротару — «Не уходи»
3. Сергей Трофимов — «Город в пробках»
4. Света — «Сердце моё»
5. Стас Пьеха — «На ладони линия»
6. Елена Ваенга — «Курю»
7. Денис Майданов — «Вечная любовь»
8. «Serebro» — «Скажи, не молчи»
9. Валерий Сюткин — «Маршрутка»
10. «ВИА Гра» — «Анти-гейша»
11. Валерия — «Никто, как ты»
12. «Непара» — «Милая»
13. Стас Михайлов — «Между небом и землёй»
14. «Танцы Минус» — «Оно»
15. Филипп Киркоров — «Просто подари»
16. «Винтаж» — «Одиночество любви»
17. Григорий Лепс — «Я тебя не люблю»
18. «Банд’Эрос» — «Адьос»
19. Ани Лорак — «Солнце»
20. «Бумбокс» — «Вахтёрам»
21. «Гости из будущего» — «За звездой»
22. МакSим — «Не отдам»
23. «Любэ» — «Верка»
24. Зара — «Для неё»
25. Валерий Меладзе — «Вопреки»
26. «A'Studio» — «Так же как все»
27. Лев Лещенко — «Попурри» (премия за вклад в развитие отечественной музыки)

- Денис Майданов, помимо статуэтки за композицию «Вечная любовь», получил специальный приз от онлайн-сервиса цифровой музыки «Muz.ru» — «Самая скачиваемая песня года».
- В телеверсию не попало выступление Натальи Сенчуковой с песней «Служебный роман».

## 2010
Дата проведения: 4 декабря 2010 года — XV церемония
Дата выхода в эфир: 17 декабря 2010 года, 4 февраля и 2 мая 2011 года («Первый канал»)
Ведущие: Иван Ургант и Александр Цекало (1-й отдел) • Ксения Собчак и Александр Ревва (2-й отдел)
Начиная с этой церемонии, телеверсия производится в формате 16:9.
1. Филипп Киркоров и Анна Нетребко — «Голос»
2. Валерия — «Капелькою»
3. Стас Пьеха — «Я лист»
4. «Градусы» — «Режиссёр»
5. Зара — «Недолюбила»
6. «Чай Вдвоём» — «Белое платье»
7. «Вельвеt» — «Прости»
8. Митя Фомин и StuFF — «Всё будет хорошо»
9. «Любэ» — «Всё опять начинается»
10. Ирина Аллегрова — «Не обернусь»
11. Сергей Трофимов — «Не рассказывай»
12. «23:45» и «5sta Family» — «Я буду»
13. Филипп Киркоров — «Струны»
14. «Горячий Шоколад» — «Береги»
15. Согдиана — «На восток от Эдема»
16. Николай Басков и Оксана Фёдорова — «Права любовь»
17. Елена Ваенга — «Аэропорт»
18. Стас Михайлов и Таисия Повалий — «Отпусти»
19. Жанна Фриске — «А на море белый песок»
20. Григорий Лепс — «Уходи красиво»
21. Слава — «Одиночество»
22. Ани Лорак — «С первого взгляда»
23. София Ротару и Олег Газманов — «Забирай»
24. Юрий Антонов — «Я вспоминаю», Поверь в мечту (премия за вклад в развитие отечественной музыки)
25. Вера Брежнева — «Любовь спасёт мир»

## 2011
Дата проведения: 26 ноября 2011 года — церемония № 16
Дата выхода в эфир: 24 декабря 2011 года и 15 июля 2012 года («Первый канал»)
Ведущие: Иван Ургант и Семён Слепаков (1-й отдел) • Иван Ургант и Сергей Зверев (2-й отдел)
1. Эдуард Хиль † — «Вокализ» (премия за вклад в историю отечественной музыки)
2. Валерия — «Птица-разлука»
3. Дима Билан — «Я просто люблю тебя»
4. Ёлка — «Прованс»
5. Филипп Киркоров — «Снег»
6. Алсу — «Я тебя не придумала»
7. Вера Брежнева и Dan Balan — «Лепестками слёз»
8. Виктория Дайнеко — «Сотри его из memory»
9. Митя Фомин — «Огни большого города (Paninaro)»
10. Слава и Стас Пьеха — «Я и ты»
11. Анита Цой — «Разбитая любовь»
12. «Винтаж» — «Роман»
13. Зара — «Амели»
14. Джиган и Юлия Савичева — «Отпусти»
15. МакSим — «Дождь»
16. Стас Михайлов — «Только ты»
17. «Вельвеt» — «Нанолюбовь»
18. Николай Басков — «Рядом с тобой»
19. София Ротару — «Я не оглянусь»
20. Елена Ваенга — «Шопен»
21. «Градусы» — «Голая»
22. Марта — «Это любовь была»
23. Верка Сердючка — «Дольче Габбана»
24. Валерий Меладзе — «Небеса»
25. Нюша — «Выбирать чудо»
26. «Потап и Настя» — «Чумачечая весна»
27. Григорий Лепс — «Настоящая женщина»
28. Григорий Лепс — «Самый лучший день»

- Во время номера группы «Вельвеt» на экране плыло множество планшетов, в которых были нарисованы сердца людей. В конце из них появилось изображение их создателя Стива Джобса.
- За несколько минут до выступления Филиппа Киркорова, ему сообщили, что у него родилась дочь, о чём он и заявил после своего выступления. Свою статуэтку певец отдал автору своей песни — Ирине Билык.
- Елена Ваенга за день до вручения премии вернулась из гастрольного тура по США и Канаде, и из-за большой разницы в часовых поясах у неё отсутствовали музыканты для показа номера на номинированную песню «Клавиши», в связи с чем она спела песню «Шопен» под аккомпанемент Виктора Дробыша.

## 2012
Дата проведения: 1 декабря 2012 года — церемония № 17
Дата выхода в эфир: 30 декабря 2012 года и 3 февраля 2013 года («Первый канал»)
Ведущие: Иван Ургант и Вера Брежнева (1-й отдел) • Иван Ургант и Дмитрий Нагиев (2-й отдел)
1. Вера Брежнева — «Реальная жизнь»
2. Валерий Сюткин — «Москва-Нева»
3. «Дискотека Авария» и Кристина Орбакайте — «Прогноз погоды»
4. Стас Пьеха — «Старая история»
5. «Любэ», «Корни» и «In2nation» — «Просто любовь»
6. Таисия Повалий — «Верю тебе»
7. Dan Balan — «Лишь до утра»
8. «Градусы» — «Заметает»
9. Жасмин — «От любви до любви»
10. Доминик Джокер — «Если ты со мной»
11. Леонид Агутин и Анжелика Варум — «Как не думать о тебе»
12. Анита Цой — «Зима-лето»
13. Иракли и Даша Суворова — «Нелюбовь»
14. Филипп Киркоров — «Я отпускаю тебя»
15. Николай Басков — «Странник»
16. Ёлка — «Около тебя»
17. Зара и Александр Розенбаум — «Любовь на бис»
18. София Ротару — «Не зови печаль»
19. Елена Ваенга — «Где была»
20. Григорий Лепс — «Водопадом»
21. Нюша — «Воспоминание»
22. «Потап и Настя» — «Если вдруг»
23. Ани Лорак — «Обними меня крепче»
24. Стас Михайлов — «Я ждал»
25. Полина Гагарина — «Спектакль окончен»
26. Александр Серов — «Я люблю тебя до слёз» (премия за вклад в историю отечественной музыки)

- Открывала премию Вера Брежнева. Декорацией к песне «Реальная жизнь» была хроника самых знаковых событий 2012 года от выборов президента до выступления группы «Бурановские бабушки» на конкурсе «Евровидение».
- Трио «Любэ», «Корни» и «In2nation» после своего выступления, получили статуэтку из рук режиссёра фильма «Август. Восьмого» Джаника Файзиева, к которому была записана песня-победитель премии — «Просто любовь».
- Филипп Киркоров посвятил своё выступление народной артистке СССР Людмиле Гурченко. Номер, как и в музыкальном видео на песню «Я отпускаю тебя», был дополнен чёрно-белым 3D-изображением артистки.
- Награду Ани Лорак вручал создатель нового дизайна статуэтки Карим Рашид. Выступал он с речью на английском языке, перевод которого сопровождался субтитрами.

## 2013
Дата проведения: 30 ноября 2013 года — церемония № 18
Дата выхода в эфир: 1 января и 15 марта 2014 года («Первый канал»)
Ведущие: Иван Ургант и Дмитрий Нагиев
Лауреаты премии:
1. Натали — «О, Боже, какой мужчина!»
2. Дима Билан — «Лови мои цветные сны»
3. Полина Гагарина — «Нет»
4. «Любэ» и Людмила Соколова — «Долго»
5. Анита Цой — «Наверно это любовь»
6. Дмитрий Колдун — «Облака-бродяги»
7. «5sta Family» — «Вместе мы»
8. Денис Клявер — «Не такая, как все»
9. «Винтаж» — «Знак Водолея»
10. Александр Коган — «Кто придумал мир»
11. «Reflex» — «Я буду небом твоим»
12. «Градусы» — «Я всегда помню о главном»
13. Жасмин — «Руки в рукава»
14. Слава — «Расскажи мне, мама»
15. Валерий Меладзе и Вахтанг — «Свет уходящего солнца»
16. Дуэт «Лето» — «Растай»
17. Филипп Киркоров — «Сердце ждёт»
18. Николай Басков — «Ну кто сказал»
19. Ани Лорак — «Забирай рай»
20. Юрий Николаев (премия за вклад в историю отечественной музыки)
21. Денис Майданов — «Пролетая над нами»
22. Лолита — «Я»
23. Вера Брежнева — «Хороший день»
24. Стас Михайлов — «Свет звезды»
25. Глюк’oZa — «Возьми меня за руку»
26. Dan Balan — «Люби»
27. Нюша — «Наедине»
28. Григорий Лепс — «Я счастливый»
29. Григорий Лепс и Тимати — «Лондон»

- Церемонию открывала певица Натали. В её номере появился 50-метровый надувной мужчина.
- Закрывал церемонию, как и в 2011 году, Григорий Лепс. Он получил награду за песню «Я счастливый», а также разделил награду с Тимати за дуэтную песню «Лондон».

## 2014
Дата проведения: 29 ноября 2014 года — церемония № 19
Дата выхода в эфир: 28 декабря 2014 года и 15 февраля 2015 года («Первый канал»)
Ведущие: Иван Ургант и Дмитрий Нагиев
Лауреаты премии:
1. Вера Брежнева — «Доброе утро»
2. Дима Билан — «Малыш»
3. Валерия — «Мы боимся любить»
4. Натали и Николай Басков — «Николай»
5. Стас Пьеха — «Я с тобой»
6. Анита Цой — «Береги меня»
7. Денис Клявер — «Странный сон»
8. Жасмин — «Нет, не надо»
9. Дмитрий Колдун — «Город больших огней»
10. «Фабрика» — «Не родись красивой»
11. Александр Коган — «Кто кого бросил»
12. Ёлка — «Лети, Лиза»
13. Ян Марти — «Она красива»
14. Александр Буйнов — «Две жизни», «Падают листья», «Пустой бамбук», «Горький мёд» (премия за вклад в историю отечественной музыки)
15. Сергей Трофимов — «Интернет»
16. «Потап и Настя» — «Всё пучком»
17. Филипп Киркоров — «Радость моя»
18. «ВИА Гра» — «Перемирие»
19. Стас Михайлов — «Под прицелом объективов»
20. Слава и Ирина Аллегрова — «Первая любовь — любовь последняя»
21. Сергей Лазарев — «В самое сердце»
22. Бьянка — «Я не отступлю»
23. Emin — «Я лучше всех живу»
24. Нюша — «Только»
25. Валерий Меладзе — «Свободный полёт»
26. «Любэ» — «За тебя, Родина-мать!»
27. Григорий Лепс и Ани Лорак — «Зеркала»
28. Григорий Лепс — «Если хочешь — уходи»

- Открывала премию, как и в 2012 году, Вера Брежнева. Восточные мотивы в песне «Доброе утро», а также очертания буддийских храмов создали царящую индийскую атмосферу во время её выступления.
- Номер Александра Когана был приукрашен декорациями в стиле знаменитой кинокартины «Великий Гэтсби».
- Филипп Киркоров передал свою награду одному из авторов своей песни «Радость моя» — Игорю Крутому.
- Как и в 2011 и 2013 годах, закрывал церемонию Григорий Лепс, который в третий раз получил сразу две почётные статуэтки.
- В номере Сергея Трофимова на песню «Интернет» на заднем плане был использован компьютерный монитор.
- В номере Григория Лепса, на песню «Если хочешь — уходи», была импровизация казино «Lucky Leps».

## 2015
Дата проведения: 21 ноября 2015 года — XX церемония
Ведущие: Иван Ургант / Дмитрий Нагиев
Лауреаты премии:
1. Вера Брежнева — «Доброе утро»
2. Вячеслав Добрынин — «Попурри»
3. Ёлка — «Прованс»
4. Николай Басков — «Ну кто сказал?»
5. Алсу — «Иногда»
6. Александр Маршал — «Белый пепел»
7. Слава — «Одиночество»
8. Дима Билан — «На берегу неба»
9. София Ротару — «Давай устроим лето»
10. «Фабрика» — «Лёлик» (2004 г., церемония № 9)
11. Егор Крид — «Самая-самая»
12. «А-Студио» — «Улетаю» (2005 г., церемония № 10)
13. Джиган — «Я и ты»
14. Зара — «Недолюбила» (2010 г., церемония № 15)
15. «Градусы» — «Голая» (2011 г., церемония № 16)
16. Ани Лорак — «Забирай рай» (2013 г., церемония № 18)
17. Полина Гагарина — «Спектакль окончен» (2012 г., церемония № 17)
18. «Земляне» — «Мегамикс»
19. Глюк’oZa — «Невеста» (2003 г., церемония № 8)
20. «Любэ» — «Комбат» (1996 г., церемония № 1)
21. Валерия — «Рига-Москва» (2000 г., церемония № 5)
22. Лев Лещенко — «Создан для тебя»
23. «IOWA» — «Улыбайся»
24. Филипп Киркоров — «Иллюзия»
25. «ВИА Гра» — «Перемирие» (2014 г., церемония № 19)
26. Сергей Лазарев — «В самое сердце»
27. Татьяна Буланова — «Ясный мой свет» (1996 г., церемония № 1)
28. «MBAND» — «Она вернётся»
29. Жасмин — «Дольче Вита» (2003 г., церемония № 8)
30. Иосиф Кобзон и группа «Республика» — «Ребята семидесятой широты»
31. Стефания Маликова и ЮрКисс — «Не торопитесь нас женить»
32. МакSим — «Нежность» (2006 г., церемония № 11)
33. «Моральный кодекс» — «Первый снег» (2002 г., церемония № 7)
34. Диана Гурцкая — «Ты здесь» (1999 г., церемония № 4)
35. Стас Пьеха — «Она не твоя» (2008 г., церемония № 13)
36. Анита Цой — «На восток» (2006 г., церемония № 11)
37. «Дискотека Авария» — «Disco Superstar» (2002 г., церемония № 7)
38. Стас Михайлов — «Под прицелом объективов» (2014 г., церемония № 19)
39. Владимир Пресняков и Наталья Подольская — «Кислород»
40. «Блестящие» — «А я всё летала» (2003 г., церемония № 8)
41. Денис Майданов — «Вечная любовь» (2009 г., церемония № 14)
42. Кристина Орбакайте — «Перелётная птица» (2004 г., церемония № 9)
43. Юрий Антонов — «Дорога к морю»
44. «Винтаж» — «Знак Водолея» (2013 г., церемония № 18)
45. «Иванушки International» — «Тополиный пух» (1998 г., церемония № 3)
46. Нюша — «Выбирать чудо» (2011 г., церемония № 16)
47. Группа «Бойкот» — «Русские идут»
48. Согдиана — «Сердце-магнит» (2006 г., церемония № 11)
49. Дмитрий Маликов — «Одна ты такая» (1997 г., церемония № 2)
50. «Multiverse» — «Выстрел»
51. Наргиз — «Ты — моя нежность»
52. «Black Star Mafia» — «Попурри»
53. Николай Носков — «Это здорово» (2000 г., церемония № 5)
54. «Serebro» — «Песня № 1» (2007 г., церемония № 12)
55. Валерий Меладзе — «Небеса» (2011 г., церемония № 16)

## 2016
Дата проведения: 19 ноября 2016 года — XXI церемония
Дата выхода в эфир: 27 января, 3 февраля и 19 марта 2017 года («Первый канал»)
Ведущие: Иван Ургант и Дмитрий Нагиев
Лауреаты премии:
1. Григорий Лепс — «Я поднимаю руки»
2. Григорий Лепс и Ани Лорак — «Уходи по-английски»
3. «Ленинград» — «Экспонат»
4. Григорий Лепс и «Ленинград» — «Терминатор»
5. Егор Крид — «Мне нравится»
6. Ирина Дубцова — «Люба-любовь»
7. Денис Майданов & Лолита — «Территория сердца»
8. «Serebro» — «Сломана»
9. «Uma2rman» — «Бестия»
10. Филипп Киркоров — «Прохожие»
11. Юлианна Караулова — «Внеорбитные»
12. Денис Клявер — «Начнём сначала»
13. LOBODA — «К чёрту любовь»
14. «Artik & Asti» — «Тебе всё можно»
15. Елена Север — «Ревную я»
16. Лок Дог — «На расстоянии»
17. Ева Польна — «Мало»
18. «Queens» — «Зачем»
19. Burito — «Мегахит»
20. Наргиз — «Я не верю тебе»
21. Николай Басков — «Обниму тебя»
22. Алла Пугачёва — «Копеечка»
23. Алла Пугачёва — «Под одним флагом»
24. Валерий Меладзе — «Любовь и Млечный путь»
25. Зара — «Ленинград»
26. A-Dessa — «Караочен»
27. Ани Лорак — «Удержи моё сердце»
28. «Те100стерон» — «Это не женщина»
29. Юрий Антонов (премия за вклад в развитие музыки)
30. Нюша — «Целуй»
31. «Любэ» & Офицеры группы «Альфа» — «А зори здесь тихие-тихие»
32. Ханна — «Омар Хайям»
33. Дима Билан — «Неделимые»
34. Маша Вебер — «Ты лучше»
35. Алексей Воробьёв и «Френды» — «Сумасшедшая»
36. Виктория Дайнеко — «Жить вдвоём»
37. Alekseev — «Пьяное солнце»
38. «Моя Мишель» и DJ Smash — «Тёмные аллеи»
39. ВладиМир — «Голливуд»
40. Ёлка — «Грею счастье»
41. Мот и Бьянка — Абсолютно всё
42. Сергей Лазарев — «Пусть весь мир подождёт»
43. Стас Михайлов — «Ты всё»
44. Игорь Саруханов — «Попурри»
45. Митя Фомин — «Чужие сны»
46. Джиган и Стас Михайлов — «Любовь-наркоз»
47. Сати Казанова — «Радость привет»
48. Мот — «Капкан»

Примечание: Полужирным отмечены лауреаты

## 2017
Дата проведения: 12 ноября 2017 года — церемония № 22
Дата выхода в эфир: 1 января 2018 года («Первый канал»)
Ведущие: Иван Ургант и Сергей Светлаков
Лауреаты премии:
1. Григорий Лепс — «Что ж ты натворила»
2. «Би-2» — «Компромисс»
3. Полина Гагарина — «Драмы больше нет»
4. Ирина Дубцова и Леонид Руденко — «Москва-Нева»
5. Мот и Ани Лорак — «Сопрано»
6. МакSим — «Штампы»
7. Николай Басков и Алина Август — «Ждать тебя»
8. Вера Брежнева — «Близкие люди»
9. Стас Михайлов и Елена Север — «Не зови, не слышу»
10. Стас Михайлов — «Ты Всё»
11. Денис Майданов — «Что оставит ветер»
12. Наргиз и Максим Фадеев — «Вдвоём»
13. Макс Барских — «Туманы»
14. София Ротару — «На семи ветрах»
15. Филипп Киркоров — «На небе»
16. «Руки вверх!» — «Попурри»
17. «Ночные снайперы» — «Разбуди меня»
18. LOBODA — «Твои глаза»
19. «Градусы» — «Хочется»
20. Таисия Повалий — «Сердце — дом для любви»
21. «Пицца» — «Романс»
22. Burito — «По волнам»
23. Александр Маршал — «Мы вернёмся домой»
24. Зара — «Миллиметры»
25. «Artik & Asti» — «Неделимы»
26. «Марсель» feat. «Artik & Asti» — «Не отдам»
27. Анита Цой — «Сумасшедшее счастье»
28. Баста — «Выпускной»
29. Артур Пирожков — «#какЧелентано»

Специальные номера:
1. «Санкт-Петербург — 2» — «Родина футбола»
2. Николай Басков и «Queens» — «Мой король»

## 2018
Дата проведения: 24 ноября 2018 года — церемония № 23
Дата выхода в эфир: 30 декабря 2018 года («Первый канал»)
Ведущие: Иван Ургант и Сергей Светлаков
Лауреаты премии:
1. Николай Басков и «Дискотека Авария» — «Фантазёр»
2. Вера Брежнева — «Ты мой человек»
3. Сергей Лазарев — «Так красиво»
4. Григорий Лепс & Максим Фадеев — «Орлы или вороны»
5. Ёлка — «Мир открывается»
6. Валерий Меладзе — «Свобода или сладкий плен»
7. Владимир Пресняков-младший — «Слушая тишину»
8. Юлианна Караулова — «Просто так»
9. Николай Басков — «Ты сердце моё разбила»
10. Ани Лорак — «Новый бывший»
11. Филипп Киркоров — «Цвет настроения синий»
12. LOBODA — «SuperSTAR»
13. Jah Khalib — «Медина»
14. Ирина Аллегрова — «Моя семья» (премия за вклад в развитие отечественной музыки)
15. Burito — «Штрихи»
16. Артур Пирожков — «Чика»
17. Таисия Повалий — «Ты в глаза мне посмотри»
18. «Земляне» — «Одиночество» (премия за вклад в развитие отечественной музыки)
19. Николай Басков & «Queens» — «Мой король»
20. Слава — «Однажды ты»
21. «Ночные Снайперы» — «Инстаграм»
22. Макс Барских — «Моя любовь»
23. Зара — «Негордая»
24. «Filatov & Karas» & Виктор Цой — «Остаться с тобой»
25. «Градусы» — «Она»
26. «Serebro» — «В космосе»
27. Джиган — «ДНК»
28. Полина Гагарина — «Обезоружена»
29. Полина Гагарина — «Выше головы»
30. «Руки Вверх!» — «Плачешь в темноте»

Специальные номера:
1. Елена Север — «Схожу с ума»
2. Вера Брежнева и Елена Север — «Зла не держи»
3. ВладиМир — «Только мне решать»

- В этой церемонии Киркоров спел «Цвет настроения синий» в другой аранжировке в стиле Бродвейских мюзиклов, а не в привычной оригинальной аранжировке.
- Николай Басков стал первым артистом на этой премии, который получил эту статуэтку трижды за одну церемонию, несмотря на то что спел песню с группой «Queens» в 2017 году.

## 2019
Дата проведения: 23 ноября 2019 года — церемония № 24
Дата выхода в эфир: 29 декабря 2019 года («Первый канал»)
Ведущие: Иван Ургант и Сергей Светлаков
Лауреаты премии:
1. Би-2 — Философский камень
2. Полина Гагарина — Меланхолия
3. Григорий Лепс — Это стоит (бонусное выступление)
4. Вера Брежнева — Любите друг друга
5. Валерий Меладзе — Чего ты хочешь от меня
6. Ирина Дубцова — Я люблю тебя до Луны
7. Тима Белорусских — Незабудка
8. Ани Лорак — Сон
9. Ани Лорак — Сумасшедшая
10. Земляне — Боже (бонусное выступление)
11. Дмитрий Маликов и Astero — Всё будет
12. МакSим — Здесь и сейчас
13. Владимир Пресняков — Ты у меня одна
14. Макс Барских — Берега
15. Макс Барских — Неземная (бонусное выступление)
16. #2Маши — Босая
17. Сергей Лазарев — Шёпотом
18. Burito — Взлетай
19. Елена Север и Вера Брежнева — Зла не держи
20. Денис Клявер — Когда ты станешь большим
21. Queens — Талисман (бонусное выступление)
22. Артур Пирожков — Зацепила
23. Ночные снайперы — Рингтоном
24. Руки Вверх — Она меня целует
25. Artik и Asti, Артём Качер — Грустный дэнс
26. Дима Билан — Молния
27. Дима Билан — Про белые розы (бонусное выступление)
28. Лайма Вайкуле — Муму (премия за вклад в развитие музыки)
29. Николай Басков — Караоке
30. Николай Басков — Сердце на сердце
31. Loboda — Instadraмa

## 2020
Дата проведения: 12 декабря 2020 года — церемония № 25
Дата выхода в эфир: 2 января 2021 года («Первый канал»)
Ведущие: Иван Ургант и Сергей Светлаков
Лауреаты премии:
1. Николай Басков — «Зараза»
2. Ёлка — «Мне легко»
3. Руки Вверх! — «Укради меня»
4. Zivert — «Credo»
5. Владимир Пресняков мл — «Странная»
6. Валерия и Максим Фадеев — «До предела»
7. «Artik & Asti» — «Девочка танцуй»
8. Сергей Лазарев — «Я не боюсь»
9. Emin — «Девочка моя»
10. «Filatov & Karas», Burito — «Возьми моё сердце»
11. Макс Барских — «Лей, не жалей»
12. Полина Гагарина — «Смотри»
13. Дима Билан — «Полуночное такси»
14. Дима Билан — «Про белые розы»
15. ANIVAR — «Любимый человек»
16. Лариса Долина — «По встречной» (премия за вклад в развитие отечественной музыки)
17. Ханна — «Музыка звучит»
18. Ани Лорак — «Твоей Любимой»
19. NILETTO — «Любимка»
20. Slider & Magnit — «Туда»
21. Юлианна Караулова — «Градусы»
22. Ирина Дубцова — «Не целуешь»
23. Артём Качер — «Одинокая луна»
24. Мари Краймбрери — «Пряталась в ванной»
25. Lika Star feat. Иракли — «Luna»
26. Артур Пирожков — «Она решила сдаться»
27. Артур Пирожков — «#ПеретанцуйМеня»
28. Слава — «Подруга» (певица из-за травмы не смогла участвовать на премии. Награда была доставлена домой)

Специальные номера:
1. Елена Север — «Эта любовь»
2. Григорий Лепс — «Одежда между»
3. Люся Чеботина feat. ЮрКисс — «Всё не то»
4. Vlade Kay feat. DJ Snake — «All this lovin»
5. «Земляне» — «Эй, Шнур»

## 2021
Дата проведения: 10 декабря 2021 года — церемония № 26
Дата выхода в эфир: 26 декабря 2021 года («Первый канал»)
Ведущие: Иван Ургант и Гарик Мартиросян, Голосовой помощник «Салют»
Лауреаты премии:
1. Николай Басков — «Ты красивая»
2. Сергей Лазарев — «Я не могу молчать»
3. Юлия Савичева — «Сияй»
4. Dabro — «Юность»
5. Полина Гагарина — «На расстоянии»
6. МакSим — «Спасибо»
7. Ночные снайперы — «Неторопливая любовь»
8. Ханна — «Весна»
9. Emin — «Отпусти и лети»
10. Zivert — «Многоточия»
11. Валерий Меладзе — «Время вышло»
12. Артём Качер и Ирина Дубцова — «Под дождём»
13. Слава — «Без тебя меня нет»
14. Artik & Asti — «Истеричка»
15. Юрий Антонов (премия «Легенда поколений»)
16. Кристина Орбакайте (премия за вклад в развитие российского шоу-бизнеса)
17. Filatov & Karas — «Чилить»
18. Ани Лорак — «Наполовину»
19. Иракли и Маша Вебер — «Просто дождь»
20. Денис Клявер — «Тебя удача найдёт»
21. Александр Панайотов — «Миллионы»
22. Мари Краймбрери — «Океан»
23. Дима Билан — «Она моя»
24. Дмитрий Маликов — «Мир без твоей любви»
25. Ваня Дмитриенко — Венера-Юпитер

Специальные номера:
1. Земляне — «Садовое кольцо» (совместное выступление основателей группы Владимира Киселёва и Игоря Романова)
2. Юрий Антонов и Земляне — «Поверь в мечту»
3. ЮрКисс и Юрий Антонов — «Мечта»
4. Юрий Антонов и Григорий Лепс — «Любимая»

## 2022
Дата проведения: 10 декабря 2022 года — церемония № 27
Дата выхода в эфир: 25 декабря 2022 года («Первый канал»)
Ведущие: Вадим Галыгин и Екатерина Скулкина
Лауреаты премии:
1. Владимир Пресняков — «Всё нормально»
2. Ирина Дубцова — «Гештальты»
3. HammAli & Navai — «Птичка»
4. Стас Пьеха — «Без тебя»
5. Митя Фомин — «Полутона»
6. Мот — «Август — это ты»
7. Полина Гагарина — «Вчера»
8. Artik & Asti — «Гармония»
9. Дима Билан feat. Zivert — «Это была любовь»
10. Люся Чеботина — «Солнце Монако»
11. Николай Басков — «Лучший день»
12. Дмитрий Маликов — «Ночь расскажет»
13. Dabro — «Услышит весь район»
14. Emin — «На обратной стороне»
15. Анна Семенович feat. Слава — «Бумеранг»
16. Jony — «Титры»
17. Anna Asti — «По барам»
18. Filatov & Karas — «Движ»
19. Ханна — «Море»
20. Сергей Лазарев — «Танцуй»
21. Марина Бриз — «Не трогай меня»
22. Лариса Долина — «Двое на ветру»
23. Любовь Успенская (специальная номинация «Легенда Русской музыки»)
24. Григорий Лепс, ВладиМир, ЮрКисс — «Как огонь и вода»

Специальные номера:
1. Елена Север и Любовь Успенская — «Россия»
2. Стас Пьеха, Игорь Романов, Николай Носков, IVAN — «Не вставай на колени»

## 2023
Дата проведения: 29 ноября 2023 года — церемония № 28
Дата выхода в эфир: 29 апреля 2024 года («Первый канал»)
Ведущие: Филипп Киркоров, Дмитрий Хрусталёв и Антон Юрьев
Лауреаты премии:
1. Дмитрий Маликов — «Волшебная моя»
2. Сергей Лазарев — «Третий»
3. Сергей Жуков и Любовь Успенская — «Безответно»
4. Filatov & Karas — «Мимо меня»
5. Миша Марвин и Маша Вебер — «Целоваться»
6. Хабиб — «Ой, какая ты!»
7. Наталья Подольская — «Конечно, да!»
8. Мари Краймбрери — «Иначе все это зря»
9. «Чай вдвоем» — «Нежная»
10. Милош Бикович — «Танцуешь со мной»
11. Лариса Долина — «Дубликат»
12. Anna Asti — «Царица»
13. Юлианна Караулова — «Сильная»
14. Митя Фомин — «До завтра!»
15. Artik & Asti — «Кукла»
16. Emin — «Благодарю, мама»
17. Jony — «Никак»
18. Николай Басков — «Ты неотразима»
19. Ирина Дубцова — «Как ты? Где ты?»
20. Дима Билан — «Попурри»
21. Мот — «Случайности не случайны»
22. Филипп Киркоров — «Если ты уйдешь»
23. Полина Гагарина — «Бабочки»

Ведущие: Владимир Киселёв и Ирина Дубцова
- «Земляне» — «Попурри»
- Владимир Киселев — «Такая, брат, беда»
- Елена Север — «Всем и каждому»
- Юрий Киселев — «Маки»
- И. Дубцова, Е. Север, Л. Долина, М. Фомин, Н. Подольская, Хабиб и др. — «Русские идут»

В телеверсию не попали выступления:
1.Filatov & Karas - Спойлер

## 2024
Первая за 22 года церемония награждения без закадрового голоса диктора в начале выступлений.
Дата проведения: 12 декабря 2024 года — церемония № 29
Дата выхода в эфир: 30 декабря 2024 года и 2 мая 2025 года («НТВ»)
Ведущие: Марина Кравец, Тимур Батрутдинов и Антон Юрьев
Лауреаты премии:
1. Валерий Гергиев (премия «Легенда поколений»)
2. Александр Шоуа — «Ты настоящая»
3. Артур Пирожков и Хабиб — «Мёд»
4. Денис Клявер — «Любовь с первого взгляда»
5. Ирина Дубцова — «Мама»
6. Reflex — «Встречи со мной»
7. Звонкий и Асия — «Лети»
8. Александра Воробьёва — «Забудь»
9. Слава — «Ты услышишь меня»
10. Алсу — «Я учусь не бояться»
11. Дима Билан и Мари Краймбрери - «It’s My Life»
12. Artik & Asti — «Качели»
13. Александр Панайотов — «Вечность»
14. Dabro — «Дальше — больше»
15. Сергей Лазарев — «Алый закат»
16. Сергей Лазарев — «Вкус малины»
17. Владимир Пресняков — «Сила притяжения»
18. Ханна — «От зари до зари»
19. Дмитрий Маликов — «Когда-нибудь»
20. Лариса Долина — «Билась в твоё сердце»

Специальные номера:
1. Елена Север и Роман Широких — «Верните память»
2. Serebro — «Song #2»[24]
3. Земляне — «Сынок»
4. ЮрКисс — «Дом»
5. Юрий Антонов — «Сладкий мёд» и «От печали до радости»
6. Григорий Лепс — «Не вибрируй»
7. Григорий Лепс, ЮрКисс и ВладиМир — «На гондоле»
8. Все звёзды — «Льётся музыка» (памяти Вячеслава Добрынина)

В телеверсию не попали выступления:
1. Марина Бриз — «Хочу на ручки»
2. Дмитрий Колдун — «Милая»
3. Стас Пьеха и Гузель Хасанова — «Тёмная полоса».
4. Natan и Ирина Дубцова — «Тянет»

## 2025
Дата проведения: 31 октября 2025 года — церемония №30
Дата выхода в эфир:
Ведущие:
Лауреаты премии:
1. Мот — «Перемены — это красиво»
2. Artik & Asti — «Быть счастливой»
3. Николай Басков — «Без тебя нельзя»
4. Сергей Лазарев — «Если бы я мог»
5. NЮ и Асия — «Помнишь»
6. ЮрКисс, Мот и Мари Краймбрери — «На моральных»
7. Леонид Агутин и Анжелика Варум — «Я не тот, ты не та»
8. Лариса Долина — «Я буду любить тебя»
9. Артур Пирожков — «Само собой»
10. Денис Майданов — «Я хотел бы»